# Yūsui
Yūsui (japanska: 湧水町?, Yūsui-chō) är en landskommun (köping) i Kagoshima prefektur på ön Kyūshū i södra Japan. 
Kommunen bildades 2005 genom en sammanslagning av kommunerna Kurino och Yoshimatsu.